# 斯坎迪奇女排俱樂部
斯坎迪奇女排俱樂部（義大利語： Savino Del Bene Scandicci ），是一間位於義大利斯坎迪奇的女子排球俱樂部，成立於2012年。近年最佳的成績是在2017/18、2018/19及2022/23賽季的義大利女子甲組排球联赛奪得季軍。2022年夺得欧洲挑战杯冠军。2023年奪得CEV女排盃冠軍，為現時世界頂尖的女子排球俱樂部之一。

## 俱樂部歷史
俱樂部成立於2012年，當時自2009年以來一直投資女排的 Savino Del Bene 公司加入了 Unione Pallavolo Scandicci。俱樂部在2012-13賽季從乙級聯賽開始，到賽季末升入意甲A2級聯賽。在意甲A2打了一個賽季後，在2014年進入了意大利最高級別的聯賽，即意甲A1聯賽。
2017/18、2018/19賽季意大利甲級A1聯賽，球隊取得了升入甲級A1聯賽后的最好成績，獲得季軍。
2022年，俱樂部獲得2021-22CEV女排挑戰杯冠軍，並晉級2022/23賽季CEV女排盃。
- 2020－2021赛季

在上赛季斯坎迪奇為提升成績而大手勢簽下了七個外緩，但成績卻一般。主教練亦在中途被斯坎迪奇解僱。在本赛季斯坎迪奇便聘請了曾執教過伊薩奇巴希女排俱樂部、诺瓦拉女排俱乐部、卡薩爾馬焦雷女排俱樂部及加拉塔薩雷女排俱樂部的巴布利尼擔任主教練一職。
至於陣容方面亦有大換血，外緩波蘭副攻阿格涅希卡·卡科萊瓦斯卡、塞爾維亞副攻喬凡娜·史提凡洛域、荷蘭接應二傳羅莉克·斯洛積斯及墨西哥主攻薩曼莎·布里西奧亦會離開斯坎迪奇，而波蘭接應二傳斯馬澤克則獲續約。在副攻位置上便聘用了同樣來自塞爾維亞的米娜·波波維奇。
- 2021－2022赛季

本赛季陣容所有外緩都離開。在邊攻上，斯坎迪奇簽下巴西主攻娜塔莉亞·佩雷拉及德國主攻漢娜·奧爾特曼，亦簽下德國接應二傳路易莎·利普曼。以增強球隊的攻擊能力。在副攻位置上便聘用了同樣來巴西的阿納·比亞特麗斯·科雷亞。
- 2022－2023赛季

本赛季陣容再次進行大換血，所有外緩都會離開。巴西主攻娜塔莉亞·佩雷拉將重返莫斯科迪納摩女排俱樂部，德國接應二傳路易莎·利普曼、巴西副攻阿納·比亞特麗斯·科雷亞亦會離開斯坎迪奇。在副攻位置上便聘用了引進美國的哈赫·華盛頓及荷蘭伊馮·貝萊恩。主攻上則簽下俄羅斯亞娜·謝爾班，而接應二傳將繼續由俄羅斯天才少女安特羅波娃·葉卡捷琳娜為首發。另外，最後官宣簽下中國主攻手朱婷。由於國手二傳手歐菲莉亞·馬里諾夫狀態不佳，俱樂部臨時與其解約並簽約中國二傳手姚迪。
- 2023－2024賽季

本赛季與上賽季相比，斯坎迪奇在外援方面僅續約了中國的主攻朱婷及美國的副攻哈赫·華盛頓。由於今個賽季需征戰歐冠聯賽，因此引入四個新外援，包括：塞爾維亞著名二傳手瑪雅·奧珍洛域、巴西副攻安娜·卡洛琳娜·達·席爾瓦、比利時主攻布里特·赫伯斯，以及美國主攻林賽魯丁斯。在本土球員方面則引入多名年輕且具潛力的球員。

## 球隊名單
球員名單 - 2024/2025賽季
| 斯坎迪奇女排俱乐部 2024/25赛季球员              | 斯坎迪奇女排俱乐部 2024/25赛季球员 | 斯坎迪奇女排俱乐部 2024/25赛季球员 | 斯坎迪奇女排俱乐部 2024/25赛季球员 | 斯坎迪奇女排俱乐部 2024/25赛季球员 | 斯坎迪奇女排俱乐部 2024/25赛季球员 |
| 球衣号码                                        | 球员                               | 生日                               | 身高 (m)                           | 位置                               |                                    |
| ----------------------------------------------- | ---------------------------------- | ---------------------------------- | ---------------------------------- | ---------------------------------- | ---------------------------------- |
| 4                                               | 布里特·赫伯斯                      | 1999年9月24日                      | 1.82                               | 主攻                               |                                    |
| 5                                               | 布倫達·卡斯蒂略                    | 1992年6月5日                       | 1.67                               | 自由球員                           |                                    |
| 6                                               | 林賽·魯丁斯                        | 1997年11月5日                      | 1.91                               | 主攻                               |                                    |
| 7                                               | 安娜·科蒂科娃                      | 1999年10月13日                     | 1.87                               | 主攻                               |                                    |
| 10                                              | 瑪雅·奧珍洛域                      | 1984年9月6日                       | 1.83                               | 二傳                               |                                    |
| 14                                              | 琳達·恩瓦卡洛                      | 2002年9月17日                      | 1.86                               | 副攻                               |                                    |
| 12                                              | 卡拉·巴傑瑪                        | 1998年3月24日                      | 1.88                               | 主攻                               |                                    |
| 15                                              | 安娜·卡洛琳娜·達·席爾瓦            | 1991年4月8日                       | 1.83                               | 副攻                               |                                    |
| 16                                              | 印地·拜延斯                        | 2001年2月4日                       | 1.93                               | 副攻                               |                                    |
| 17                                              | 葉卡捷琳娜·安特罗波娃              | 2003年3月19日                      | 2.02                               | 接應二傳                           |                                    |
| 18                                              | 卡米拉·明加迪                      | 1997年10月19日                     | 1.86                               | 接應二傳                           |                                    |
| 23                                              | 朱莉婭·真納裡                      | 1996年6月23日                      | 1.84                               | 二傳                               |                                    |
| 總教練： 斯特凡.安蒂加 助理教練： Sándor Kántor |                                    |                                    |                                    |                                    |                                    |

## 知名球员
- 茱蒂·皮特森（2015－2016）
- 巴哈爾·托克索伊（2015－2016）
- 弗洛尔切·梅耶内斯（2016－2017）
- 阿德尼琪亞·達施華（2016－2020）
- 伊莎贝尔·哈克（2017－2019）
- 喬凡娜·史提凡洛域（2018－2020）
- 塔蒂亞娜·科舍列娃（2019）
- 羅莉克·斯洛積斯（2019－2020）
- 薩曼莎·布里西奧（2019－2020）
- 阿格涅希卡·卡科萊瓦斯卡（2019－2020）
- 瑪格達萊娜·斯蒂亞克（2019－2021）
- 米娜·波波維奇（2020－2021）
- 娜塔莉亞·佩雷拉（2021－2022）
- 阿納·比亞特麗斯·科雷亞（2021－2022）
- 漢娜·奧爾特曼（2021）
- 路易莎·利普曼（2021－2022）
- 布蘭達·卡斯蒂略（2021－2023）
- 哈赫·華盛頓（2022－2024）
- 朱婷（2022－2024）
- 姚迪（2022－2023）
- 伊馮·貝萊恩（2022－2023）
- 亞娜·謝爾班（2022－2023）
- 瑪雅·奧珍洛域（2023－）
- 安娜·卡洛琳娜·達·席爾瓦（2023－）
- 布里特·赫伯斯（2023－）

## 歷任主教練
| 姓名            | 在任期間   |
| --------------- | ---------- |
| 卡洛·帕里西     | 2017－2019 |
| 馬可·曼凱瑞莉   | 2019－2020 |
| 馬西莫·巴波利尼 | 2020－2024 |
| 斯特凡納·安蒂嘉 | 2024－     |

## 主要成绩

### 国际赛事
- CEV女排盃
  -  冠军（1）：2023

- CEV女排挑戰盃
  -  冠军（1）：2022

### 国内赛事
- 義大利女子甲組排球联赛: 
  -  季军（3）: 2018、2019、2023

- 意大利女排杯: 
  -  季军（3）: 2017、2019